# Mesochorus desertorum
Mesochorus desertorum là một loài tò vò trong họ Ichneumonidae.